# 真田幸忠
真田 幸忠（さなだ ゆきただ）は、江戸時代後期の信濃国松代藩の世嗣。

## 略歴
肥前国島原藩2代藩主・松平忠馮の十男として誕生。
松代藩8代藩主・真田幸貫の養子となるが、家督相続前に早世した。代わって、幸貫の実子である幸良が嫡子となった。